# Novatianus (ellenpápa)
Novatianus (200 körül – 258) volt a második ellenpápa a történelem során. 251-től 258-ig, haláláig tartotta meg ezt a címet. Elismert író és teológus volt. 
Fabianus pápa halála után három püspök választotta Novatianust Szent Péter követőjének. Cornelius pápa rendeleteivel és jó néhány teológiai kérdésével nem értett egyet, és ezért is tartotta meg címét, még ha az nem is volt legitim. 
Legnagyobb vitái a bűnbocsánatról voltak. Ebben a kérdéskörben olyan nagy hatású műveket írt, hogy hívei, a novatianusok  egészen a 7–8. századig fenn tudták tartani közösségeiket a pápák kiátkozásai ellenére. A szélsőséges irányzat azt vallotta, hogy a keresztség felvétele után elkövetett bűnöket nem lehet megbocsátani. Az egyháznak meg kell tagadnia a feloldozást a nagy bűnök elkövetői előtt (például: hitehagyás, gyilkosság), még akkor is, ha azok őszintén megbánták tettüket. Ezzel a felfogással azonban nem tudott egyetérteni Cornelius pápa, így hamarosan kiközösítette őt és követőit az egyházból. 
Ennek hatására alapította meg a novatianusok közösségét, és ennek éléről vitázott a Szent Székkel. Azonban a felerősödő keresztényüldözések miatt gyakran el kellett menekülnie Rómából. Végül azonban elfogták, és kivégezték.

## Művei magyarul
- Novatianus művei / Az igazság szabálya avagy Novatianus presbiter könyve a Szentháromságról / A szemérmességről / A zsidó ételekről / A látványosságokról; ford., bev., jegyz. Heidl György, szerk. Boros István; Szt. István Társulat, Budapest, 2025 (Ókori keresztény írók)